# Stenaspis plagiata
Stenaspis plagiata är en skalbaggsart som beskrevs av Waterhouse 1877. Stenaspis plagiata ingår i släktet Stenaspis och familjen långhorningar.
Artens utbredningsområde är Guatemala. Inga underarter finns listade i Catalogue of Life.